# Hohe Geige
Hohe Geige – szczyt w Alpach Ötztalskich, części Centralnych Alp Wschodnich o wysokości 3393 m n.p.m. Leży w Austrii w kraju związkowym Tyrol. Jest to najwyższy szczyt podgrupy Ötztalskich Alp - Geigenkamm.
Szczyt można zdobyć drogami ze schroniska Rüsselsheimer Hütte (2323 m). Pierwszego wejścia dokonał J. Ganahl w 1853 r.